# Mythologie germanique continentale
La mythologie germanique continentale est la branche de la mythologie germanique et du paganisme germanique qui étaient pratiqués par les tribus du nord de l'Europe centrale (dans les actuels Benelux, Allemagne et Pologne) puis d'Europe occidentale (à la suite des grandes invasions) jusqu'au haut Moyen Âge. Elle recula ensuite face à la christianisation, du VIe au  VIIIe siècle, après quoi elle se perpétua en partie sous une forme profane dans le folklore européen.

## Couverture

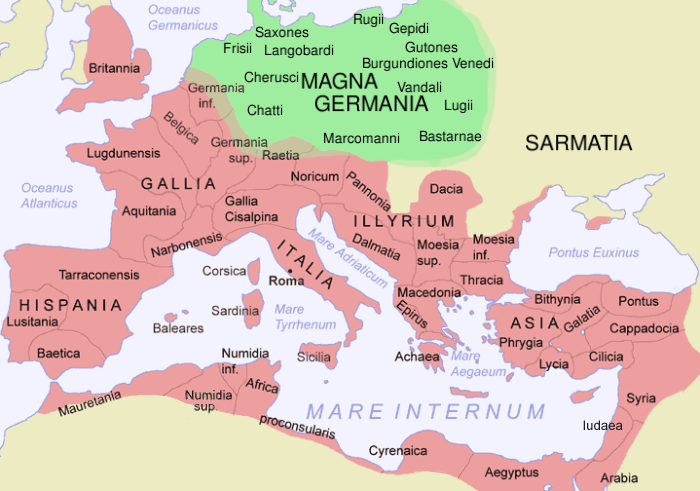
Carte de l'Empire romain et de la « Grande Germanie » (Magna Germania), environ 120 apr. J.-C.

La mythologie était répandue parmi les tribus suivantes :
- les Lombards (rapporté par Paul Diacre) ;
- les Alamans (attesté par le fibule de Nordendorf, la boucle de Pforzen) ;
- les Francs et les Thuringes (attesté par la légende du chêne de Thor) ;
- les Saxons (attesté par les Irminsuls) ;
- les Frisons (rapporté par la biographie de Willibrord d'Utrecht).

## Textes
En vieux haut-allemand :
- chants de Hildebrand ;
- Muspilli ;
- Les incantations de Mersebourg.

En Moyen haut-allemand :
- chanson de Nibelungen ;
- Chanson de Gudrun ;
- Weyland ;
- Dietrich von Bern.

Dans le nord de la Germanie, la mythologie anglo-saxonne prédomine.[réf. nécessaire]

## Historique
On distingue plusieurs périodes :
- La civilisation de La Tène (de 800 av. J.-C. — naissance du Christ) : de cette période, on connaît surtout des vestiges archéologiques comme les hommes des tourbières.
- L'occupation romaine (50 av. J.-C. — 450 apr. J.-C.) : les sources principales sont la Germania de Tacite et des menhirs sacrés.
- Le début du Moyen Âge (450 à la christianisation) : diverses sources, telles que des inscriptions runiques, des formules magiques et des gloses.
- La fin du Moyen Âge et le début de la Renaissance : lointaine vie cachée de quelques Numina dans la croyance populaire et dans les légendes.
- Pendant la Renaissance : les représentations de la croyance de la mythologie germanique sont rapidement effacées. Avec Jacob Grimm, on commence un examen scientifique de cette mythologie. Après cela apparaissent des groupes qui tentent de raviver « l'ancienne religion » (Néo paganisme, Ásatrú)

### Âge du fer germanique
Les noms des principales divinités, comme Wotan, Zīu, Donar, Fricco, Frīja/Frikka, Palter, étaient courants dans la langue allemande. En tout état de cause, on les voit comme des divinités anthropomorphes qui prennent la forme de simples humains, comme ce qu'on appelle des idoles de bois. À Opfermoor de Oberdorla (Thuringe), au VIe siècle avant notre ère, a été retrouvé parmi les nombreux petits blocs de bois des idoles datant de l'âge du fer celtique, une figurine féminine avec un collier de bronze.

### Empire romain
Durant la prééminence de l’Empire romain, selon Tacite, « les anciens (religieux) se séparent des organisations tribales Irminonen, Istwäonen et Ingwäonen et sont remplacés par des tribus importantes telles que les Francs et les Alamans ». Les otages et les guerriers germaniques au service de Rome ont apporté de nouvelles idées religieuses (comme le roi Serapio Alamans, qui est nommé d'après le dieu égyptien Sérapis). 
La principale source est Tacite, qui, dans son Germania, relate l’histoire de certaines sectes germaniques. Les principales divinités qu'il nomme, d’après la coutume de la Rome antique, sont Mercure, Mars, Hercule et Isis. Mais il reconnaît aussi le renversement du culte de la déesse Nerthus chez les Angles et les Warnes, décrit l’horrible culte du Regnator omnium Deum (« souverain de tous les dieux ») chez les Semnons et les Suèves, et raconte des histoires comme celles des 900 soldats massacrés chez le Frison Baduhenna.
Durant l'Empire romain se sont également formés les noms germaniques de la semaine. D'où les alliances avec les dieux romains qui suivent : 1) Sol : Sunna - 2) Luna : Mano 3) Mars : Tiw ou Þings - 4) Mercure : Wôðan - 5) Jupiter : Þonar - 6) Venus : Frija - 7) pour Saturne, on ne trouva pas de corrélation. Il faut noter que le dieu germanique du tonnerre Þonar était généralement assimilé au dieu Hercule romain.
À Opfermoor de Oberdorla, les 500 premières années furent une période calme, avec des changements lents, suivie par une période plus sauvage et plus destructrice. Après la victoire des Hermundures sur les Chattes en 58 apr. J.-C., les sanctuaires atteignent une nouvelle popularité. Environ 25 sites de victimes sont construits autour de l'ancien lac. Le culte principal est une triade hommes (comme une idole d’épée) et on sacrifie des bovins et autres animaux. Avec la disparition des Hermundures, autour de 180 apr. J.-C., le sanctuaire est abandonné. Les nouveaux habitants de la région construisent un sanctuaire rectangulaire avec une idole féminine travaillée dans le style gallo-romain. Le bœuf, le sanglier, le cerf et les oiseaux ont été sacrifiés.
Sur le territoire romain colonisé, les Germains ont construit leur coutume gallo-romaine de divinités en pierre de consécration, de déesses mères locales (Matrona, Matres). Une délimitation claire des divinités gauloises n'est pas toujours possible ici. 
Quelques divinités germaniques de l’écriture sacrée du temps romain : Channinus Mercurius, Mercurius Cimbrianus, Mars Thingsus avec les deux Alaisiagae, Magusanus Hercules et sa compagne Haeva, Hludana, Requalivahanus, Nehalennia, Alateivia, Vihansa, Hariasa..
Mères: Afliae, Vatviae, Saitchamiae et plusieurs autres.

### Début du Moyen Âge
Après les révolutions turbulentes au temps de la migration des peuples, les francs, sous les Mérovingiens, gagnent petit à petit le pouvoir politique sur l'Europe centrale, qui est de plus en plus influencée par le christianisme. Ainsi se forme donc cette période de la religion, le passage du paganisme au christianisme germanique, avec des évolutions différentes dans les différentes souches. Longtemps, les deux religions coexistent et il n'est pas rare de voir s'effectuer le mélange (syncrétisme).
Dès la deuxième moitié du Ve siècle, le sanctuaire de Opfermoor de Oberdorla est une simple barrière rectangulaire dans l'ancien lac. Dans cette clôture, plusieurs personnes ont ensuite été noyées en sacrifice. Après la Christianisation, tous les bâtiments se sont désagrégés, mais on continue à donner - probablement en secret - encore au XIe siècle des petits cadeaux aux victimes.
Les preuves littéraires sont plus variées, mais encore rares. Le lombard Paulus Diaconus raconte comment le père des dieux, Odin a été berné par son épouse, Frea. Une découverte surprenante prévoit l'inscription runique sur une fibule de village nordique, qui nomment les dieux Odin et Wigi-Þonar. Dans le même temps, le missionnaire irlandais Colomban a été témoin à Bregenz d'une offrande de bière faite à Woden. Non moins étonnant, dans l'église locale d'à côté, la Aurèle-chrétienne de Dieu et les dieux païens étaient adorés. Et une loi de Charles le Grand dit au sujet de la fornication que cela était dû à un homme nommé Fricco (inconnu), une référence claire au dieu de la fertilité phallique, qui était vénéré, par exemple, dans le temple d'Uppsala en Suède. 

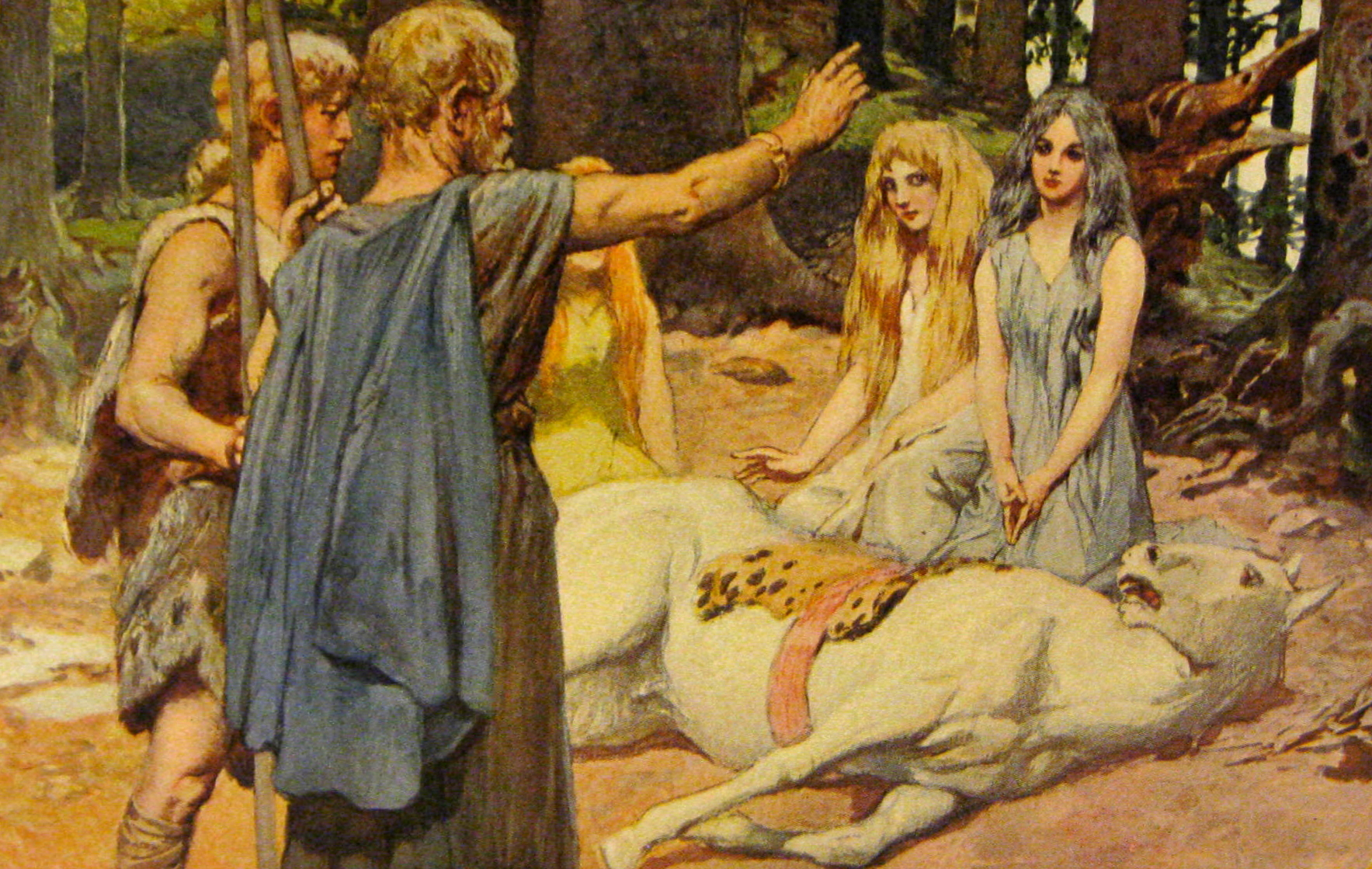
Scène tirée des incantations de Mersebourg (datation estimée au X : les dieux Wotan et Balder font face aux déesses Sunna, Sinthgunt, Volla et Frigg. Illustration de Emil Doepler (1905).

La deuxième invocation de Mersebourg raconte comment Wotan et Phol, faisant du cheval en forêt, ont eu un petit accident, ainsi que les travaux sur lesquels étaient les déesses, ou la capacité magique d'Odin à aider un cheval à retourner sur ses pieds. La bénédiction de l’alamand de Paris contre l'épilepsie débute avec l'appel  au Tonnerre de Dieu « Doner diutigo Diete Wigo » (le confident de Donar, combattant populaire!).
Des sources médiévales traditionnelles, on connaît :
- Dieux : Odin / Gaus - Donar - Frija - Volla - Phol - Sunna / Sinhtgunt - Saxnot - Hirmin - Fositæ - Fricco - Idisi.
- Héros mythologiques : Wieland le forgeron - Lombard : Gungingi : Ibor et de la prime ainsi que leur mère Gambara - Saxe : Hathagat, Irving.
- Montagne mythique : Himilinberc.
- Lieux de culte, dits littéraires : «Chêne de Thor » (Robur Iovis) de Thuringe - Irminsul en Saxe.

Les plus importants vestiges de cette période sont:
- Texte : Lombards : l'Histoire des Lombards de Paul Diacre ; l'Origo gentis Langobardorum ; Edictus Rothari - Alamans: Vita Columbani, Paris bénédiction - Franks & Thuringe : Incantations de Merseburg - Saxe: Abrenuntiatio Sax; Widukind de Corvey, Rudolf de Fulda - Friesen : Vita Willibrordi.
- Inscriptions runiques : North Village - Pforzen - Balingen - Schretzheim
- Médailles de métal : Daxlanden - Welschingen - Aschersleben - Obermöllern

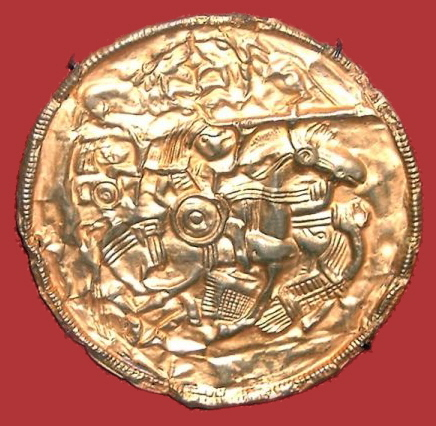
Cavalier mythique sur la bractéate de Pliezhausen.

Bien que les Goths comptent parmi les Allemands de l'Est, ils sont répertoriés ici. Divinités : Gapt - Ansis - Dounabis (Danube). (Sources : Jordanès, inscription runique de Pietroassa, et des écrivains romains). 
Voir aussi les divinités d’Allemagne du sud dans la tradition médiévale.
Expressions de la cosmologie et l'eschatologie : Terre et ciel. Comme preuves littéraires disponibles, le poème de création de Wessobrunn (cosmogonie) et le Muspilli (eschatologie).
N'appartiennent pas directement à la mythologie héroïque, en partie basée sur des personnages historiques : Etzilo, Dietrich de Bern, Hiltibrant, Nebulon, Gibicho, Gunthari, Walthari Manufortis.

### Déesses populaires au Moyen Âge
Au Moyen Âge et à l’époque moderne, les légendes dans lesquelles figurent la terre-mère ou des déesses chtoniques étaient répandues sur le continent germanophone. Elle était connue dans les Alpes germanophones (Bavière, Autriche, Suisse) sous le nom de Perchta ou Berchta (auj. Percht), en Allemagne centrale sous le nom de Hulda (auj. Holle, en latin Hludana), et dans le nord de l'Allemagne sous des noms différents tels que Herke / Harke (rapprochée du vieil angl. Erce), Freke (corr. au vx. norrois Frigg) et Gode / Wode (féminin de Woden). En particulier, les femmes, même à l'époque chrétienne, leur faisaient de petits sacrifices de nourriture. L'Église combattit vigoureusement de telles actions, les qualifiant de superstitions.
Ces numina apparaissaient, d'après les légendes, surtout pendant les douze jours de Noël, qui débute (anciennement) par le solstice d'hiver, et culmine en la fête des Rois (Épiphanie) qui s'appelle en allemand Berchtentag. Elles - ou bien elle - s'assuraient que la défense de filer de cette époque soit abolie ; sinon elles punissaient les fileuses paresseuses, de qui elles embrouillaient la quenouille. Elles punissent les manquements aux offrandes et aux jeûnes durant les fêtes (surtout les Quatre-Temps), mais aussi l'impureté et la désobéissance chez les enfants, en ouvrant le ventre des coupables, en en sortant ce qui a été mangé et en mettant à sa place des ordures ou d'autres substances sans valeur.
Elles étaient également responsables de la fertilité du pays, veillaient à ce que la récolte céréalière soit bonne, faisaient tomber la pluie et la neige. Il est également signalé que Holle offrait des gâteaux, fleurs ou fruits, et aidait en particulier des femmes et des filles en leur souhaitant « bonne année », et en leur donnant santé et fertilité.
Les formes prises par la foi du peuple s'appliquent aussi à d'autres légendes comme la porteuse d'enfants, qui emmenait avec elle les âmes des enfants morts avant d'être baptisés.

#### Origines
Erika Timm (en), professeur de philologie allemande à l'université Trèves, a évalué de nombreuses preuves de ces formes de foi du peuple. Elle pouvait constater avec la méthode de géographie linguistique que ces formes devaient remonter au moins jusqu'à la seconde mutation consonantique (VIIe siècle).
Le nom Holle (var. Holde, Hulda, Hulle, Holl) était à l'origine un surnom de la terre-mère germanique, nommée Hlóðyn en vieux norrois, et qui apparaît sous le nom Hludana dans les inscriptions latines datant de 197 à 235 de notre ère. Timm le ramène à un type °xulþaz « gracieux, clément » (cf. anc. haut all., vx. sax., vieil angl. hold).
Quant à Perchta (var. Percht, Bercht, de l'anc. haut all. beraht, peraht « brillant »), connue dans l'espace germanophone méridional et alpin, cette épithète met en relief son caractère lumineux, d'où sa représentation en robe blanche couronnée d'une bande de chandelles allumées. D'ailleurs, Perchta a su attirer aussi les attributs d'une déesse locale dans la Norique et Italie du Nord celtes (d'où la Befana italienne). 
Dans le nord de l'Allemagne, la situation s'avère plus hétéroclite. Le duché de Saxe était un centre de culte de Woden, avant l'avènement du christianisme. Woden, dieu privilégié, a attiré de nombreuses fonctions d’autres dieux moins importants dans les régions du futur Schleswig-Holstein et du nord de la Basse-Saxe. Cela explique leur absence curieuse dans la documentation régionale. Un peu plus au sud apparaît alors Gode (var. Guode, Gaue, Wode). Là, sous ce nom, se présente vraisemblablement le rapport le plus net à la déesse Frigg qui était la femme de Woden. Elle y a fini par prendre le nom de son mari, tout en maintenant sa féminité. Un peu plus loin au sud, la déesse populaire correspondante s'appelle Herke/Harke. Ce nom apparaît en Angleterre sous la forme d’Erce dans le texte Ærcebot et est à rapprocher, selon Erika Timm, de la Herlequin (ou Hellequin, Hennequin) normande, ou Héroguias guérnsaise, chef de la Chasse sauvage, elle-même issue du personnage du roi Herle (Herla cyning) des contes anglais, c’est-à-dire de Woden qui est aussi conducteur de la Chasse. Dans trois petites régions très éloignées les unes des autres, Frigg est encore connue sous son nom primordial de Freke (cf. anc. haut all. Frikka, Frikkia, vieil angl. Fricg, vx. norrois Frigg).
Les histoires concernant ces trois déesses - ou bien cette seule déesse - se racontaient notamment dans un bâtiment de filage commun, là où les femmes et jeunes filles se jouissaient d'une communication sans surveillance masculine. Dans les régions où les salles de filage ne sont pas communes, à cause de l'isolation des exploitations agricoles (comme en Westphalie), la croyance en ces déesses mineures se sont affaiblies considérablement.

### Renaissance
Contexte : après la christianisation complète, les anciennes idées mythologiques ont continué de vivre dans la croyance (voire la superstition) du peuple, et on ne peut plus guère parler d’une mythologie autochtone. La redécouverte des manuscrits islandais de mythologie nordique, les Eddas, est en Allemagne à l’origine de la Mythologie germanique de Jacob Grimm. Son œuvre en trois volumes a mis non seulement la première pierre de la recherche de religion germanique moderne (du sud) et anglo-saxonne mais aussi à l'intérêt et la fantaisie des artistes et romantiques allemands.
La recherche moderne a mis en évidence d’autres figures que celles déjà mentionnées, y compris des divinités ou Ostara Hertha. Celles-ci ont leurs origines dans le folklore (Hulda Berchta, Fricka), les erreurs de lecture et l'interprétation des écritures anciennes (Hertha Fosta), ou des mélanges avec des figures légendaires slaves (Siwa). Avec le temps, ces formes ont disparu des travaux scientifiques.
Avec l'avènement de l'ère romantique et du nationalisme, les artistes ont parfois inventé de nouvelles figures. Ainsi, les œuvres du compositeur Richard Wagner ont des dieux et des héros germaniques comme un modèle, mais la mythologie wagnérienne n'a pas beaucoup en commun avec l’ancienne mythologie. Les peintres et autres artistes ont aussi été inspirés par la mythologie allemande. Même le psychologue Carl Gustav Jung a écrit un essai en 1936, appelé Wotan.
- Les figures de la mythologie germanique chez Richard Wagner : Wotan, Fricka, Freia, Froh, Donner, Erda, Loge.

Les développements néopaganistes sont courants, et absorbent souvent sans discernement tout ce qui, dans leurs idées, se rattache à la mythologie. Même si les noms de leurs divinités sonnent de manière partiellement obscure, comme les prières qui ont été attribuées à ces dieux, les romantiques voulaient s'opposer à la mythologie vivante et colorée des Grecs. Il n'est pas rare que cela ait contribué aux idées nazies. On peut également remarquer que très souvent, divinités germaniques et celtiques sont mélangées.
- Divinités dont l'histoire n'atteste pas: Allemann, Hercules, Biel, Fosta, Hama, Hertha, Jecha, Krodo, Lollus, Ostara, Reda, Ricen, Satar, Siwa, Stuffo (en), Teut, Thisa et bien plus encore.